# Rudolf Singer (Politiker, 1907)
Rudolf Singer (* 30. Mai 1907 in Wien; † 3. April 1979 in St. Pölten) war ein österreichischer Politiker (SPÖ), Abgeordneter zum Nationalrat und 28. Bürgermeister von St. Pölten.

## Leben
Rudolf Singer wurde am 30. Mai 1907 in Wien geboren. Er schloss sich schon 1924 der Sozialdemokratischen Arbeiterpartei an und wurde in einer Heimatstadt Jugendfunktionär, er arbeitete in dieser Zeit als Aufzugsmonteur. Als Mitglied der verbotenen Sozialisten kam er 1934 kurzzeitig in Arrest ins Anhaltelager Wöllersdorf.
Nach dem Zweiten Weltkrieg wurde Singer von Oskar Helmer als Parteisekretär nach St. Pölten entsandt, um die Parteistrukturen neu aufzubauen. 1949 wurde er in den Nationalrat gewählt, dem er bis 1960 angehörte. Danach war er bis 1970 Mitglied des Bundesrates.
Nach der Gemeinderatswahl 1960 wurde er zum Bürgermeister von St. Pölten gewählt, bei der Gemeinderatswahl 1965 wurde er mit starkem Stimmgewinnen wiedergewählt. In seiner Amtszeit wurde unter anderem das Hallenbad errichtet und der Europaplatz neu gestaltet. Sein Hang zu Einzelentscheidungen und die damit verbundene parteiinterne Kritik führte nach der Gemeinderatswahl 1970 zu seinem Rücktritt vom Amt des Bürgermeisters und schon 1968 zu einem fünfjährigen, von der Bundespartei ausgesprochenen, Funktionsverbot. Er verstarb am 3. April 1979 in St. Pölten.

## Ehrungen
- Rudolf-Singer Straße in St. Pölten[3]